# SK Tatran Poštorná
SK Tatran Poštorná (pełna nazwa: Sportovní klub Tatran Poštorná) – czeski klub piłkarski z siedzibą w mieście Brzecław., działający w latach 1930–2012, grający niegdyś w drugiej ligi czeskiej.

## Historia
Klub został założony w 1913 roku. W sezonie 1994/1995 klub wywalczył historyczny awans do drugiej ligi czeskiej. Grał w niej do końca sezonu 1999/2000. W 2012 roku klub został rozwiązany.

## Historyczne nazwy
- 1930 – SK Poštorná (Sportovní klub Poštorná)
- 1949 – JTO Sokol Poštorná (Jednotná tělovýchovná organisace Sokol Poštorná)
- 1951 – ZSJ Sokol TODOZA Poštorná (Závodní sokolská jednota Sokol Továrna dopravního zařízení Poštorná)
- 1952 – ZSJ Spartak Poštorná (Závodní sokolská jednota Spartak Poštorná)
- 1953 – DSO Baník Poštorná (Dobrovolná sportovní organisace Baník Poštorná)
- 1959 – TJ Tatran Poštorná (Tělovýchovná jednota Tatran Poštorná)
- 1962 – TJ Tatran PKZ Poštorná (Tělovýchovná jednota Poštorenské keramické závody Tatran Poštorná)
- 1988 – TJ Tatran Fosfa Poštorná (Tělovýchovná jednota Tatran Fosfa Poštorná)
- 1992 – FC Tatran Poštorná (Football Club Tatran Poštorná)
- 1999 – SK Tatran Poštorná (Sportovní klub Tatran Poštorná)